# Deutsche Gesellschaft für Soziale Arbeit
Die Deutsche Gesellschaft für Soziale Arbeit e. V. (DGSA) ist eine akademische Fachgesellschaft, die sich die Förderung der Fachwissenschaft Soziale Arbeit in Forschung und Lehre zur Aufgabe gemacht hat. 
An dieser Aufgabe arbeitet die DGSA insbesondere durch die Veröffentlichung und Verbreitung wissenschaftlicher Erkenntnisse (z. B. durch Publikationen, Kolloquien, Konferenzen und Symposien), die Förderung des Nachwuchses in der Sozialen Arbeit, die curriculare und strukturelle Weiterentwicklung akademischer Studiengänge und Weiterbildung sowie durch internationale Beziehungen und Austausch.
Sitz des Vereins ist Frankfurt am Main, die Geschäftsstelle befindet sich in Sersheim. Bis 2006 war die Fachgesellschaft als Deutsche Gesellschaft für Sozialarbeit (DGS) benannt. In beiden Namensformen wird der Beiname Forum für Wissenschaft und Praxis genutzt.  

## Geschichte und Ziele
Die DGSA wurde 1989 als Fachgesellschaft gegründet. Der gemeinnützige Verein verfolgt das Ziel, als Fachforum für inhaltliche Diskussionen und die Ausdifferenzierung der Unterdisziplinen der Sozialen Arbeit zu fungieren. Ebenso möchte die DGSA die akademische Nachwuchsförderung vorantreiben und eine lebendige wissenschaftliche und Publikationstätigkeit anregen. Voraussetzung für eine Mitgliedschaft ist ein beruflicher oder akademischen Bezug zu professioneller Sozialer Arbeit.

## Vorstand und Ehrenmitglieder
- Vorsitzende der DGSA sind Christian Spatscheck und Claudia Steckelberg,  weitere Vorstandsmitglieder sind Kathrin Aghamiri, Wolfgang Antes, Stefan Borrmann, Miriam Burzlaff, Julia Franz und Anne van Rießen.
- Frühere Vorsitzende waren Dieter Röh und Christian Spatscheck, Michaela Köttig und Barbara Thiessen, Sabine Stövesand und Michaela Köttig, Herbert Effinger und Sabine Stövesand, Wolf Rainer Wendt und Silvia Staub-Bernasconi sowie Hubert Oppl.
- Silvia Staub-Bernasconi, Albert Mühlum und Wolf Rainer Wendt wurden 2019 zu Ehrenmitgliedern ernannt.

## Sektionen und Fachgruppen
Die Gesellschaft gliedert sich mit Stand von Januar 2023 in 6 Sektionen und 14 Fachgruppen.
| Sektionen - Theorie und Wissenschaftsentwicklung der Sozialen Arbeit - Gemeinwesenarbeit - Klinische Sozialarbeit - Forschung - Politik Sozialer Arbeit - Gender und Queer Studies in der Sozialen Arbeit |  | Fachgruppen - Adressat*innen, Nutzer*innen und (Nicht)Nutzung Sozialer Arbeit - Bewegung, Sport & Körper - Case Management - Elter(n)schaft und Familienarbeit - Ethik und Soziale Arbeit - Flucht, Migration, Rassismus- und Antisemitismuskritik - Internationale Soziale Arbeit - netzwerkAGsozialearbeit - Promotionsförderung - Soziale Arbeit und Digitalisierung - Soziale Arbeit in Kontexten des Alter(n)s - Soziale Arbeit in der Lehre - Sozial-ökologische Transformationen und Klimagerechtigkeit in der Sozialen Arbeit - Sozialwirtschaft - Teilhabe und Inklusion im Kontext von Behinderungen in der Sozialen Arbeit |

## Zusammenarbeit mit anderen Fachgesellschaften
Die DGSA ist eng vernetzt mit der Kommission Sozialpädagogik der Deutschen Gesellschaft für Erziehungswissenschaft (DGfE), der European Association of Schools of Social Work (EASSW) sowie der European Social Work Research Association (ESWRA). Arbeitskontakte bestehen auch zum sozialwissenschaftlichen Pendant zur DGSA in der Soziologie, der Deutschen Gesellschaft für Soziologie (DGS), sowie für die akademische Psychologie zur Deutschen Gesellschaft für Psychologie (DGPs).

## Publikationen
Die DGSA  gibt eine Buchreihe mit dem Namen „Theorie, Forschung und Praxis Sozialer Arbeit“ beim Verlag Barbara Budrich heraus.
Zweimal jährlich erscheint ein Newsletter, der den Mitgliedern in einer Kombiausgabe mit dem elektronischen Abonnement der Zeitschrift „Soziale Arbeit (DZI)“ zugestellt wird.
Die Fachzeitschrift „Soziale Arbeit (DZI)“, herausgegeben vom DZI, ist seit 2016 das periodische Publikationsorgan der DGSA. Die Mitglieder erhalten ein elektronisches Abonnement.
Bis 2010 war das periodische Publikationsorgan der DGSA die Fachzeitschrift „Blätter der Wohlfahrtspflege – Deutsche Zeitschrift für Soziale Arbeit“.

## Tagungen und Veranstaltungen
Die DGSA initiiert in ihren Sektionen und Fachgruppen wissenschaftliche Fachtagungen, Konferenzen, Symposien und Kolloquien zum Austausch von Wissenschaftlern und Professionellen sowie zur Förderung der Disziplin.
Einmal jährlich veranstaltet die DGSA ihre Jahrestagung:
- 2024: Soziale Arbeit als Akteurin im Kontext gesellschaftlicher Transformation, 26. und 27. April 2024,  Ernst-Abbe-Hochschule Jena
- 2022: Geteiltes Wissen – Wissensentwicklung in Disziplin und Profession Sozialer Arbeit. 29. und 30. April 2022, Hochschule RheinMain/Online.
- 2021: Europäische Gesellschaft(en) zwischen Kohäsion und Spaltung. Trinationale Tagung der DGSA, OGSA und SGSA. 23. und 24. April, online/Hochschule Landshut.
- 2020: Tagung aufgrund der Covid-19-Pandemie verschoben auf 2021.
- 2019: Wandel der Arbeitsgesellschaft – Soziale Arbeit in Zeiten von Globalisierung, Digitalisierung und Prekarisierung. 26. und 27. April, DHBW Stuttgart.
- 2018: Demokratie und Soziale Arbeit. 27. und 28. April, HAW Hamburg.
- 2017: Soziale Arbeit und Menschenrechte. 28. und 29. April, Alice-Salomon-Hochschule Berlin.
- 2016: „Inklusion ist …“ – Perspektiven und Positionen der Sozialen Arbeit. 29. und 30. April, Hochschule Düsseldorf.
- 2015: Wirkungen Sozialer Arbeit – Potentiale und Grenzen der Evidenzbasierung für die Profession und Disziplin. 24. und 25. April, Hochschule für angewandte Wissenschaften Würzburg-Schweinfurt
- 2014: Konflikte – theoretische und praktische Herausforderungen für die Soziale Arbeit. 25. und 26. April, Fachhochschule Köln.
- 2013: Wahrnehmen, Analysieren, Intervenieren. Zugänge zu sozialen Wirklichkeiten. 26. und 27. April, Fachhochschule Frankfurt am Main.
- 2011: Diversität & Ungleichheit  – Analytische Zugänge und professionelles Handeln in der Sozialen Arbeit. 25. und 26. November, Evangelische Hochschule Dresden.
- 2010: Das Ganze und seine Teile: Generalisierung und Spezialisierung Sozialer Arbeit im internationalen Maßstab. 26. und 27. November, Evangelische Hochschule Freiburg i. Br.
- 2009: Zwanzig Jahre Profilierung der Wissenschaft Sozialer Arbeit. Jubiläumstagung. 27. und 28. November, Hochschule für angewandte Wissenschaften München
- 2008: Soziale Arbeit als Akteur der Sozialpolitik. 27. und 28. November, Fachhochschule Jena
- 2007: Soziale Teilhabe – Wege aus der Armut. 30. November und 1. Dezember, Hochschule für angewandte Wissenschaften Hamburg
- 2006: Empirie und Theorie in der Sozialen Arbeit – Forschungsergebnisse und ihre Bedeutung für die Theorieentwicklung und die Praxis. 17. und 18. November, Fachhochschule Würzburg-Schweinfurt

Die DGSA ist offen für das Zusammenwirken mit anderen Gremien und Fachvereinigungen und fordert andere Disziplinen, die sich ebenfalls mit Fragen der Sozialen Arbeit auseinandersetzen, dazu auf, die Zukunft der Wissenschaft Soziale Arbeit gemeinsam zu gestalten.